# 科爾多凡
科尔多凡（阿拉伯语： Kurdufān）也拼作Kordofan，是历史上苏丹中部的一个省。1994年拆分为三个新的联邦州：北科尔多凡州、南科尔多凡州和西科尔多凡州。2005年8月，西科尔多凡州被撤销，其领土划入南北科尔多凡州，作为履行苏丹政府与苏丹人民解放运动之间全面和平协议的一部分。2013年7月，西科尔多凡州被重新建立。

## 地理
科尔多凡总面积376,145 km²，2000年估计人口数为360万（1983年为300万）。大部分地区是起伏的平原，努巴山脉位于其东南部。每年6月到9月是雨季，土地肥沃，但是到了旱季，科尔多凡就几乎是沙漠。该地区的主要城镇是欧拜伊德。

## 经济和人口
传统上该地区以生产阿拉伯胶闻名，其他作物包括花生、棉花和杂谷。主要部族群体是阿拉伯人部落，如Dar Hamid、Kawahla、Hamar、Bedairiah、Joamaah和Rekabeiah等部族。在北科尔多凡，那里有大片的放牧地区，数百年前那里就有使用阿拉伯语、从事半游牧的巴加拉人和从事骆驼养殖的卡巴比什人。尼罗特人、努巴人、什鲁克人和丁卡人在科尔多凡也有分布。
科尔多凡语族卡杜语在科尔多凡南部的少数民族中使用，是该地区独有的语言，不过阿拉伯语仍是大科尔多凡地区主要和最普遍使用的语言。

## 历史

### 1840年前
- 参见1820-1824年埃及入侵苏丹（英语：Egyptian invasion of Sudan 1820-24）

大约在16世纪初，森纳尔的丰吉苏丹国人在这个国家定居，到了同世纪末，科尔多凡被达尔富尔苏丹国的苏莱曼·索伦（Suleiman Solon）征服。1779年，森纳尔国王（见森纳尔王国）派谢赫·纳西布（Sheikh Nacib）率2,000骑兵占领了这个国家，该国在森纳尔政府下维持了5年。随后，大量的阿拉伯部族和森纳尔、栋戈拉等地的原住民移入这个地区。1784年森纳尔政府遭到决定性的失败，此后在达尔富尔督抚下，科尔多凡地区繁荣昌盛。居民生活和平，不受税收困扰；商人被免除税务，自愿向时任达尔富尔苏丹提供贡物。巴拉是科尔多凡第二重要的商业城镇，由Dongolavi建造，商务通达四方。这样的繁荣在1821年结束，奥斯曼帝国在埃及的总督穆罕默德·阿里帕夏派他的女婿Mahommed Bey率4,500名士兵和八门火炮，夺取科尔多凡地区。在科尔多凡的埃及总督开展垄断阻碍贸易，扼杀了商业活动。
从1837年到1839年，欧洲探险家伊格纳斯·帕姆探索了这一地区。

### 1840年后
1883年穆罕默德·艾哈迈德·马赫迪攻克欧拜伊德。埃及政府从开罗派出了英国将军威廉·希克斯下辖的一支军队，但是在欧拜伊德以南的Sheikan被伏击并消灭。1898年英国占领这一地区，科尔多凡成为苏丹的一个省。
1973年，科尔多凡省被分为南北两个省（mudiriya），即南科尔多凡省和北科尔多凡省，1994年变为州（wilayat）。2011年6月，在南苏丹独立之前，南科尔多凡州的武装冲突爆发。战斗涉及到达尔富尔的叛乱组织，已经扩展到北科尔多凡州。

## 脚注和资料来源
1. ↑  . Nuba Mountains Homepage. May 2007  [2017-07-04]. （原始内容存档于2013-12-24）.
2. ↑  . 2008年6月6日. （原始内容存档于2013年8月12日）.
3. ↑  . （原始内容存档于2020-10-21）.

## 延伸阅读
- MacMichael, Harold Alfred (1882) The tribes of Northern and Central Kordofán Cambridge University Press, Cambridge, England, OCLC 32428473; reprinted by Frank Cass, London (1967), OCLC 299604918, as part of the series Cass Library of African studies 1912 edition
- United States. Congress. House. Committee on Foreign Affairs. Subcommittee on Africa, Global Health, and Human Rights. Southern Kordofan: Ethnic Cleansing and Humanitarian Crisis in Sudan: Hearing before the Subcommittee on Africa, Global Health, and Human Rights of the Committee on Foreign Affairs, House of Representatives, One Hundred Twelfth Congress, First Session, August 4, 2011. Washington, D.C.: U.S. G.P.O., 2011.